# Aymon de Blonay
Pour les autres membres de la famille, voir Famille de Blonay.
Aymon de Blonay est un chevalier du XIIIe siècle, seigneur de Saint-Paul-en-Chablais, Maxilly et Bernex, et de Blonay. Il est un membre de la famille seigneuriale de Blonay.

## Biographie

### Origines
Aymon de Blonay est le fils du seigneur Guillaume de Blonay (de Lugrin), lui-même fils de Gaucher qui possédait le château de Chillon, et d'Isabelle de Bex, dame de Saint-Paul Belon, dont la famille avait des liens avec les Faucigny. Il a trois frères : Guillaume, chanoine de Saint-Maurice, Jean, chanoine du chapitre de la cathédrale de Lausanne, et Henri, seigneur de Montigny ; ainsi qu'une sœur, Agnès, qui épouse en premières noces Jean de Maraîche, et en secondes Bernard Jordan. Une autre de ses sœurs a épousé Guillaume de Bex.
Il ne doit pas être confondu avec le chevalier Aymon de Blonay, qui serait d'après Samuel Guichenon son neveu (le fils d'Henri). Celui-ci, marié à la dame Fornasis, eut deux fils: Guillaume et Aymon. Guillaume devint par son mariage avec Antoinette, fille d'Aymon, major de Loèche. Il est mentionné dans les sources comme "damoiseau de Blonay" puis comme "Guillaume de Moujot".

### Vie de seigneur
D'après Amédée de Foras, Aymon de Blonay réunit toutes les possessions des membres de sa famille en Pays de Vaud et Chablais : son frère Henri, son cousin Gaucher III (seigneur de Blonay en Pays de Vaud et de Corsier), son oncle Aymon de Saint-Paul, mais surtout d'Aymon II de Faucigny. Ce dernier, apprenant que son "consanguin et ami" veut faire édifier un château, lui fait don de tous ses droits dans le territoire de Saint-Paul en avril 1246.
Il est mentionné pour la première fois en 1226 en compagnie de sa mère Belon et de son frère Jean, à l'occasion d'un don de terres en faveur de l'abbaye d'Hauterive. En 1231, il confirme en faveur du Montjoux les possessions de l'hôpital de Vevey. En 1232, il fait à nouveau un don à l'abbaye : ses droits sur la dîme de Saint-Saphorin. Vers 1240, il perd sa mère Belon de Saint-Paul et donne au prieuré de Saint-Paul tous ses droits sur le tenement de "Lhuyset" de Montigny pour le salut de son âme (Montigny, à Maxilly, lui venait de son frère Henri). À nouveau, en juin 1243, il renonce à ses droits sur la vigne de Tallompier en faveur de la même abbaye. Le mois suivant, avec Rodolphe d'Oron, il accorde à la chartreuse d'Oujon la franchise du péage de Vevey. Le 31 mars 1245, il reçoit de Rodolphe de Gruyère, son beau-père, l'avouerie de Vevey qu'il avait dû racheter de Rodolphe de Rue qui le tenait en gage du comte de Genève Guillaume. En 1255, il confirme avec sa femme et son fils Jean la donation faite à l'abbaye de Hautcrêt par deux de ses vassaux. En 1265, Pierre de Neuvecelle lui vend un serf et ses dépendances. En 1266, il reçoit l'hommage de Boson de Féternes.
Le 28 mars 1267, le comte Pierre II de Savoie, qui a épousé Agnès, fille d'Aymon de Faucigny, lui donne l'avouerie de Vevey, les biens qu'il tenait du chevalier Guillaume de Bex entre la Dranse et Bret (Chablais) ainsi que l'avouerie de Saint-Sulpice en échange de des droits du marché qu'il a établi à Saint-Paul, du château de Font et de mille livres viennoises. La même année, il reçoit du donzel Aymon de Lugrin des droits sur Lugrin. Le 10 juin 1269, il reçoit l'hommage du damoiseau Jacques de Larringes et d'Aymon de Larringes. Le 18 août suivant, il mande à Renaud d'Estavayer qui tenait le château de Font en fief de lui de le remettre à Pierre de Savoie (Archives de Blonay). Enfin, en 1276 à Vevey, Aymon et ses enfants confirment une vente en faveur de l'Abbaye d'Hauterive. Il semble décéder peu après.

### Famille
Aymon de Blonay épouse, avant 1226, Béatrice, fille de Rodolphe III de Gruyère et de Colombe de Belmont. Ils ont plusieurs enfants :
- Isabelle, l'aînée, épouse de Guillaume de Montmaçon ;
- Jean Ier de Blonay, seigneur de Blonay ;
- Pierre II de Blonay, seigneur de Saint-Paul ;
- Aymon, décédé avant 1239 (son père et sa grand-mère Belon font une donation au prieuré de Saint-Paul pour le salut de son âme en octobre 1239[13]) ;
- Aymon, chanoine de Lausanne.